# Рамон Ценгойзерн
Рамон Ценгойзерн (нім. Ramon Zenhäusern) — швейцарський гірськолижник, що спеціалізується в технічних дисциплінах, олімпійський чемпіон, чемпіон світу, чемпіон Універсіади. 
Золоту олімпійську медаль та звання олімпійського чемпіона Ценгойзерн виборов на Пхьончханській олімпіаді 2018 року в командних змаганнях. На тих же Іграх він здобув срібну медаль у слаломі.

## Зовнішні посилання
Досьє на сайті FIS

## Виноски
1. ↑  Olympedia — 2006.
2. 1 2  https://www.swiss-ski.ch/athleten/detail/ramon-zenhaeusern/
3. ↑  Mixed team results
4. ↑  Men's slalom results